# Cryptopimpla caligata
Cryptopimpla caligata är en stekelart som först beskrevs av Johann Ludwig Christian Gravenhorst 1829.  Cryptopimpla caligata ingår i släktet Cryptopimpla och familjen brokparasitsteklar. Arten är reproducerande i Sverige.

## Underarter
Arten delas in i följande underarter:
- C. c. armeniator
- C. c. ruficoxis